# Mosebølle (landsby)
 For alternative betydninger, se Mosebølle. (Se også artikler, som begynder med Mosebølle)
Mosebølle er en landsby i Roholte Sogn, Faxe Kommune (Fakse Herred) syd for Faxe.
Landsbyen nævnes i 1403 (Mwsæbølæ). Landsbyen udskiftedes i 1802.